# Nippon Express

Logo bis 2022

Nippon Tsūun K.K. (jap. 日本通運株式会社, Nippon Tsūun kabushiki kaisha; engl. Nippon Express Co., Ltd.) ist eine japanische Unternehmensgruppe im Bereich der Logistik mit Sitz in Minato, Präfektur Tokio.

## Geschichte
Als Riku-un Moto Kaisha (陸運元会社) 1872 gegründet, 1875 in Naikoku Tsūun Kaisha (内国通運会社) sowie 1928 in Kokusai Tsūun Kabushiki Kaisha (国際通運株式会社) umbenannt, wurde Nippon Tsūun am 1. Oktober 1937 als halbstaatliches Transportunternehmen auf Grundlage des Nippon-tsūun-kabushiki-gaisha-hō (日本通運株式会社法) neu gegründet. Während des japanisch-chinesischen Krieges bedurfte es eines zentral organisierten Warentransportes, wodurch Nippon Express durch den Zusammenschluss der Kokusai Tsūun Kabushiki Kaisha mit zahlreichen kleinen Eisenbahnverkehrsunternehmen sowie sechs Wettbewerbern, mit finanzieller Unterstützung der Regierung Japans, gegründet wurde. In den Jahren 1941 bis 1945 konsolidierte Nippon Express japanische Transportunternehmen und begann mit seinem Betrieb, wie es gegenwärtig agiert.
1950 wurde Nippon Express in ein Privatunternehmen umgewandelt, ging an die Tokioter Börse und ist nun im Nikkei 225 sowie an der Börse in Osaka gelistet. Mit Beteiligungen von 9,4 % und je 6,2 % sind die The Master Trust Bank of Japan, die Japan Trustee Services Bank und die Asahi Mutual Life Insurance Company die größten Aktionäre von Nippon Express. Zusammen mit All Nippon Airways (51,7 %), Japan Post Service (33,33 %) und Mitsui O.S.K. Lines (5 %) war Nippon Express mit 10 % an der Frachtfluggesellschaft ANA & JP Express beteiligt, welche nun zur All Nippon Airways gehört und mit der Fluggesellschaft Air Japan fusioniert hat.
1955 begann man mit der Beförderung von Luftfracht und dem Anbieten von Dienstleistungen für Reisen.
1958 erfolgte das Eintreten in den US-amerikanischen Markt über Büros in New York, vier Jahre später folgte das Tochterunternehmen Nippon Express U.S.A., Inc. 1964 weitete das Unternehmen seine Geschäfte über den Transport auf See aus. Das erste Mal Fuß fasste Nippon Express in Europa mit Eröffnungen von Büros in Düsseldorf, Amsterdam und Rom im Jahre 1966, seit 1981 besteht das Tochterunternehmen Nippon Express (Deutschland) GmbH derzeit mit Sitz in Mönchengladbach, zusammen mit dem Schwesterunternehmen NEX Logistics Europe GmbH, im schweizerischen Bassersdorf befindet sich das dritte Tochterunternehmen innerhalb der D-A-CH-Zone.
Im Mai 2023 gab Nippon-Express die Übernahme der aus 63 Unternehmen bestehenden österreichischen Cargo-Partner-Gruppe für rund 845 Millionen Euro für die Stammaktien bekannt. Weitere bis zu 555 Millionen Euro sollte abhängig vom Erreichen vereinbarter Gewinnziele bis fällig 2028 fällig werden. Durch den Kauf wuchs die Nippon Express Group auf 77.500 Beschäftigte und einen Jahresumsatz von umgerechnet knapp 20 Milliarden Euro (Basis: 2022). Rund 70 % seines Umsatzes erwirtschaftete  Nippon Express 2022 innerhalb Japans. Diese Quote sollte durch den Zukauf von Cargo-Partner bis 2028 auf 50 % sinken. Im September 2024 wurde zudem die Übernahme des deutschen Logistikdienstleisters Simon Hegele beschlossen.